# Smart Lander for Investigating Moon
Smart Lander for Investigating Moon (SLIM), anomenada "Moon Sniper", va ser una missió d'aterratge lunar de l'Agència Espacial Japonesa (JAXA). La data de llançament inicial de l'aterrador el 2021 es va ajornar fins al 2023 a causa dels retards en el seu viatge compartit, la missió d'imatge i espectroscòpia de raigs X (XRISM). El 6 de setembre de 2023 a les 23:42 UTC,   es va llançar XRISM i SLIM se'n va separar més tard aquell dia.
L'1 d'octubre de 2023, SLIM va executar les seves cremades d'injecció en òrbita translunar. L'aterrador va entrar en òrbita lunar el 25 de desembre de 2023 i va aterrar el 19 de gener de 2024 a les 15:20 UTC, convertint el Japó en el cinquè país a aterrar suaument una nau espacial a la Lluna. Notícies de dificultats tècniques van arribar a la Terra, dient que els panells solars de l'aterratge no estaven orientats cap al Sol; tanmateix, el 29 de gener, l'aterrador va entrar en funcionament després que les condicions canviessin. Ha sobreviscut a tres nits lunars, tornant a despertar a l'abril.
L'operació de SLIM a la Lluna es va acabar a les 22:40 del 23 d'agost de 2024 (JST).

## Rerefons
L'objectiu principal de la primera missió a la superfície lunar del Japó va ser demostrar l'aterratge lunar de precisió. Durant el seu descens, l'aterrador va reconèixer cràters lunars aplicant tecnologia dels sistemes de reconeixement facial i va determinar la seva ubicació actual a partir de les dades d'observació recollides per la missió de l'òrbita lunar SELENE (Kaguya). SLIM tenia com a objectiu realitzar un aterratge suau amb un rang de precisió de 100 m (330 peus). En comparació, la precisió del mòdul lunar Àguila Apollo 11 pilotat el 1969 era una el·líptica de 20 km (12 mi) llarg a la baixada i 5 km (3,1 mi) ample en abast transversal.
Segons Yoshifumi Inatani, director general adjunt de l'Institut JAXA de Ciències Espacials i Astronàutiques (ISAS), tenir èxit en aquest aterratge extremadament precís donarà lloc a una millor qualitat de l'exploració espacial. El cost previst per desenvolupar aquest projecte és de 18.000 milions de iens, o 121,5 milions de dòlars EUA.

## Història
La proposta que més tard es va conèixer com SLIM va existir l'any 2005, com a Small Lunar Landing Experiment Satellite (小型月着陸実験衛星). El 27 de desembre de 2013, ISAS va convocar propostes per a la seva propera "Missió focalitzada de mida mitjana escollida de manera competitiva", i SLIM es trobava entre les set propostes presentades. El juny de 2014, SLIM va aprovar la selecció semifinal juntament amb la missió de demostració de tecnologia DESTINY+, i el febrer de 2015 SLIM va ser finalment seleccionat. Des de l'abril de 2016, SLIM va guanyar l'estatus de projecte dins de JAXA. El maig de 2016, Mitsubishi Electric (MELCO) es va adjudicar el contracte per a la construcció de la nau espacial.
SLIM no va ser el primer aterratge lunar japonès construït per operar a la superfície de la Lluna; el 27 de maig de 2016, la NASA va anunciar que l'aterratge CubeSat OMOTENASHI (Outstanding Moon exploration Technologies demostrat by Nano Semi-Hard Impactor) desenvolupat conjuntament per JAXA i la Universitat de Tòquio s'havia de llançar com a càrrega útil secundària al Space Launch System (SLS) Artemis I. OMOTENASHI estava pensat per desplegar un mini aterratge lunar amb un pes d'1 kg; tanmateix, el 21 de novembre de 2022, JAXA va anunciar que els intents de comunicar-se amb la nau espacial havien cessat, perquè les cèl·lules solars no van poder generar energia quan s'enfrontaven al Sol. No es van tornar a enfrontar al Sol fins al març de 2023.
El 2017, les dificultats de finançament per desenvolupar XRISM van fer que el llançament de SLIM es canviés del seu propi vol dedicat Epsilon a un vol compartit H-IIA. L'estalvi de costos resultant es transferirà al desenvolupament d'altres satèl·lits amb retard a causa de XRISM.

## Missió
SLIM es va llançar amb èxit juntament amb el telescopi espacial XRISM (X-Ray Imaging and Spectroscopy Mission) el 6 de setembre de 2023 a les 23:42 UTC (7 de setembre a les 08:42 hora estàndard del Japó) planejant aterrar a prop del cràter Shioli (13,3°). S, 25,2° E) mitjançant una trajectòria semblant a un límit d'estabilitat feble. SLIM va entrar en òrbita lunar el 25 de desembre JST.
L'aterratge lunar, sobrenomenat Moon Sniper per la seva precisió d'aterratge extremadament precisa dins dels 100 metres (330 ft) llarga el·lipse d'aterratge, aterrada a la Lluna el 19 de gener de 2024 a les 15:20 UTC, al Mar de Nèctar (Mare Nectaris), al sud del cràter Theophilus. Així, el Japó es va convertir en la cinquena nació a aterrar amb èxit una nau espacial operativa a la Lluna, després de la Unió Soviètica, els Estats Units, la Xina i l'Índia.
Tot i que SLIM va aterrar amb èxit, va aterrar de costat amb els panells solars orientats cap a l'oest davant del Sol a l'inici del dia lunar, per la qual cosa no va poder generar prou energia. L'aterrador va poder funcionar amb bateria interna durant un curt període, però es va apagar manualment el 19 de gener de 2024 a les 17:57 UTC (20 de gener a les 02:57 hora estàndard del Japó) per evitar una descàrrega excessiva de la bateria.
Els dos rovers lunars, desplegats mentre l'aterrador planava just abans d'aterrar, van funcionar tal com estava previst, amb el LEV-1 comunicant-se de manera independent amb les estacions terrestres. LEV-1 va dur a terme set salts durant 107 minuts a la superfície lunar. Les imatges preses de forma autònoma per Sora-Q (una capacitat que comparteix amb el seu rover germà)  van mostrar que el SLIM havia aterrat en un angle de 90 graus, efectivament al morro, i hi havia hagut la pèrdua d'un broquet del motor durant el descens i fins i tot possibles danys a la seva antena orientada a la Terra. Independentment de l'actitud equivocada i la pèrdua de comunicació amb l'aterrador, la missió ja té èxit si es confirma el seu objectiu principal: aterrar a 100 m (330 peus) del seu punt d'aterratge. JAXA es va donar 60 de 100 per l'aterratge.
Després de l'aturada del 19 de gener de 2024, els operadors de la missió encara esperaven que l'aterrador es despertaria en uns quants dies quan el Sol estigués correctament orientat perquè la llum solar arribés als panells solars ara torçats. Els dos rovers, LEV-1 i Sora-Q, van continuar funcionant de manera autònoma tal com estava previst. El 25 de gener, JAXA va informar que el rover LEV-1 havia completat el seu període operatiu previst a la superfície lunar, esgotat la seva potència designada i en estat d'espera a la superfície lunar. Tot i que la capacitat de reprendre l'activitat està condicionada a la generació d'energia solar a partir dels canvis en la direcció del Sol, es mantindran els esforços per continuar rebent senyals de LEV-1.